# Kaposvári KK
O Kaposvári Kosárlabda Klub (em português:  Basquetebol Clube Kaposvár) é um clube profissional de basquetebol situado na cidade de Kaposvár, Somogy, Hungria que disputa atualmente a Liga Húngara. Foi fundado em 1960 e manda seus jogos na Kaposvári Városi Sportcsarnok com 1.500 espectadores.

## Temporada por Temporada
| Temporada | Nível | Liga   | Pos.                             | TR                               | PL                               | Pós Temporada                    | Copa da Hungria                  |
| --------- | ----- | ------ | -------------------------------- | -------------------------------- | -------------------------------- | -------------------------------- | -------------------------------- |
| 2010–11   | 1     | MKNB   | 11                               | 10-16                            |                                  |                                  |                                  |
| 2011–12   | 1     | MKNB   | 9                                | 11-15                            |                                  |                                  |                                  |
| 2012–13   | 1     | MKNB   | 4                                | 18-14                            | 4-5                              | Semifinais                       |                                  |
| 2013–14   | 1     | MKNB   | 4                                | 17-15                            | 3-3                              | Semifinais                       | Quartas de finais                |
| 2014-15   | 1     | MKNB   | 3                                | 20-13                            | 2-3                              | Quartas de finais                | Quartas de finais                |
| 2015-16   | 1     | MKNB   | 8                                | 16-18                            | 0-3                              | Quartas de finais                |                                  |
| 2016-17   | 1     | MKNB   | 7                                | 19-15                            | 1-3                              | Quartas de finais                | Quartas de finais                |
| 2017-18   | 1     | MKNB   | 9                                | 16-18                            |                                  |                                  |                                  |
| 2018-19   | 1     | MKNB   | 12                               | 13-19                            |                                  |                                  |                                  |
| 2019-20   | 1     | NB I/A | Cancelado - Pandemia de COVID-19 | Cancelado - Pandemia de COVID-19 | Cancelado - Pandemia de COVID-19 | Cancelado - Pandemia de COVID-19 | Cancelado - Pandemia de COVID-19 |
| 2020-21   | 1     | NB I/A | 12º                              | 15-21                            |                                  |                                  |                                  |
| 2021-22   | 1     | NB I/A | 9º                               | 16-18                            |                                  |                                  |                                  |
| 2022-23   | 1     | NB I/A | 12º                              | 13-23                            |                                  |                                  |                                  |
| 2023-24   | 1     | NB I/A | 14º                              | 13-23                            |                                  | Rebaixado                        |                                  |
| 2024-25   | 2     | NB I/B | 6º                               | 20-4                             | 9-0                              | Promovido                        |                                  |

eurobasket.com

## Honras

### Competições Domésticas
Liga Húngara
- Campeões(2): 2000–01, 2003–04
- Finalista (1): 2002-03

Copa da Hungria
- Campeão (1):2004
- Finalista (1): 2001